# 幕張市
幕張市（まくはりし）という市は存在しない。
- 幕張 - 千葉県千葉市花見川区・美浜区内の地域。